# 不負韶華 (高梓歌歌曲)
《不負韶華》是一首歌曲，發佈於2020年3月。 歌曲由高梓歌作曲、作詞、演唱。 歌曲致敬COVID-19疫情中在抗疫一線的工作人員。

## 外部連結
- 青年女高音歌唱家高梓歌新作《不负韶华》为战疫加油 — 凤凰网
- 原创抗疫 MV 《不负韶华》 — 新华社 （页面存档备份，存于）
- 原创抗疫 MV 《不负韶华》 — 新浪网
- 不负韶华 – 高梓歌 — 网易视频
- 青年歌唱家高梓歌《不负韶华》，为战疫加油 — 百度